# Bande Q (micro-ondes)
Pour les articles homonymes, voir Bande Q.
La bande Q est une bande de fréquences contenue dans le domaine micro-onde du spectre électromagnétique. L'usage habituel situe cette bande entre 33 et 50 GHz, mais cela peut varier selon la source consultée,. L'intervalle défini ci-dessus correspond à la bande de fréquences recommandée pour l'usage des guides d'ondes WR22. Ces fréquences correspondent à des longueurs d'onde comprises entre 9 mm et 6 mm. La bande Q est dans le domaine EHF du spectre radiofréquence.
Le terme "bande Q" n'a pas une définition précise dans la littérature technique, mais tend à être une subdivision alternative des bandes Ka (26.5–40 GHz) et V (40–75 GHz) de l'IEEE. Ni l'IEEE ni l'UIT-R ne reconnaissent la bande Q dans leurs normes définissant la nomenclature des bandes du spectre électromagnétique,. L'ISO reconnaît la bande Q ; cependant, l'intervalle défini va de 36 à 46 GHz. Les autres bandes de fréquence définies par l'ISO ne recouvrent pas exactement les définitions alternatives de l'IEEE et de ITU-R.
La bande Q est principalement utilisée par les satellites de télécommunications, les faisceaux hertziens et les études de radio-astronomie telles que le télescope QUIET.  Elle est aussi utilisée pour les radars automobiles et les radars étudiant les propriétés de la surface terrestre.